# Zofia z Bergu
Zofia z Bergu (zm. 31 maja ok. 1126 w klasztorze Zwiefalten) – hrabianka niemiecka i księżna czeska. 
Zofia była córką Henryka, hrabiego Bergu. Jej siostra Rycheza wyszła za czeskiego księcia Władysława I, natomiast inna siostra Salomea z Bergu została żoną Bolesława Krzywoustego.
Książę Władysław I w grudniu 1113 obawiając się swojego brata Sobiesława I uwolnił Ottona II Czarnego, zwrócił mu dzielnicę ołomuniecką i ofiarował rękę Zofii z Bergu, która była młodszą siostrą jego żony. Zapewne także obiecał mu następstwo po sobie. Ślub Ottona Czarnego i Zofii nastąpił w 1114.
W styczniu 1125 Władysław I ciężko zachorował. Rycheza z Bergu nakłoniła męża do wyznaczenia swojego szwagra Ottona Czarnego na opiekuna swoich dzieci i następcę. Jednak pod wpływem matki Świętosławy i Ottona z Bambergu książę pojednał się z bratem Sobiesławem, co umożliwiło temu drugiemu objęcie tronu.
Po śmierci Władysława I Rycheza z Bergu i jej siostra Zofia wyjechały do Bawarii.
Zofia z Bergu i Otto II Czarny mieli dwoje dzieci:
- Eufemię (ur. 1115 r., data śmierci nieznana)
- Otto III Detleb